# جيرالد روس
جيرالد روس (بالإنجليزية: Gerald Ross)‏ هو موسيقي وعازف قيثارة أمريكي، ولد في 26 سبتمبر 1954 في ديترويت في الولايات المتحدة.

## روابط خارجية
- جيرالد روس على موقع أول ميوزيك (الإنجليزية)